# Museo sperimentale d'arte contemporanea
Il Museo sperimentale d'arte contemporanea, anche noto con l'acronimo MuSpAC, è un museo dell'Aquila nato nel 1993. Dispone di una collezione permanente di opere di artisti internazionali degli anni sessanta e settanta. Dal 2009, in seguito ai danni causati dal terremoto del 6 aprile, la sua sede è temporaneamente collocata in via Ficara.

## Storia
La nascita del museo è dovuta all'Associazione culturale Quarto di Santa Giusta, sorta nel 1984. Per ampliare e dare risalto alla propria attività, nel 1993 si decise di realizzare una struttura museale che prese il nome di MuSpAC, acronimo di Museo sperimentale d'arte contemporanea.
Nel 1995 il museo si insediò presso il monastero di Santa Maria dei Raccomandati in corso Vittorio Emanuele, già sede del Museo civico (poi confluito nel museo nazionale d'Abruzzo) e dell'Accademia di belle arti dell'Aquila. Nel 1998, quando cominciarono i lavori ai locali del monastero per potervi accogliere il Museo archeologico di Santa Maria dei Raccomandati, il MuSpAC si trasferì nel palazzo Baroncelli Cappa in via Paganica, ove rimase fino al 2009.
Il terremoto dell'Aquila del 2009 ha reso inagibile la sede del museo e danneggiato alcune delle opere esposte. Successivamente, in attesa del ripristino della sede storica, è stata aperta una sede temporanea in via Ficara, nella periferia occidentale della città, in un'area in cui sono state localizzate altre diciotto associazioni culturali e che per questo è stata ribattezzata Piazza d'Arti.

## Collezione
Il museo dispone di una collezione permanente comprendente opere di artisti di livello internazionale come Joseph Beuys, Mario Ceroli, Primo Conti, Christo, Gino De Dominicis, Jannis Kounellis, Eliseo Mattiacci, Fabio Mauri, Mario Merz, Giulio Paolini, Vettor Pisani, Michelangelo Pistoletto e molti altri. A queste si sono aggiunte le opere donate in seguito al terremoto dell'Aquila del 2009 da alcuni artisti come Gea Casolaro, Franco Mulas e Tobia Ravà.